# محمدیار
محمدیار یکی از شهرهای استان آذربایجان غربی ایران است که در بخش محمدیار در شهرستان نقده قرار دارد.

## مردم‌شناسی
مردم محمدیار  را آذری‌ها و کرد‌ها تشکیل می‌دهند و به زبان‌های ترکی آذربایجانی و کردی سورانی صحبت می‌کنند؛ دین‌شان اسلام و پیرو مذاهب شیعه و سنی هستند.

## بازار محمدیار
بازار هفتگی محمدیار بزرگ‌ترین بازار روباز در غرب کشور است که هر هفته حجم معاملات آن به بیش از ۱۵ میلیارد تومان می‌رسد. این بازار سنتی پنج شنبه هر هفته شاهد حضور اهالی منطقه برای داد و ستد است. اجناس و کالاهای متفاوتی که مردم محلی و کشاورزان برای فروش در این بازار عرضه می‌کنند هم محصولات و فراورده‌های کشاورزی است و هم محصولات دامی.